# Bungko
Bungko is een bestuurslaag in het regentschap Cirebon van de provincie West-Java, Indonesië. Bungko telt 4050 inwoners (volkstelling 2010).